# Тальхайм (Рудные горы)
Тальхайм (нем. Thalheim/Erzgeb.) — город в Германии, в земле Саксония. Подчинён административному округу Кемниц. Входит в состав района Рудные Горы.  Население составляет 6983 человека (на 31 декабря 2010 года). Занимает площадь 10,92 км². Официальный код  —  14 1 88 240.